# نظام الدفاع الجوي حرز 9
نظام الدفاع الجوي حرز-9: يُطلَق عليه أيضاً حرز نهم أو الحرز التاسع إيراني الصنع. هو نظام دفاع جوي صاروخي معقد من نوع التوجيه بضبط المسار السلبي. مخصص للارتفاعات المنخفظة والقصيرة، حيث له القدرة على رصد الأهداف الجوية على بعد 10 إلى 12 كیلومتر وارتفاع 5 كیلومترات. وإصابة الكثير من المقاتلات وتدمير أنواع صواريخ كروز القادرة على إصابة الأهداف الحساسة والحيوية. أعلنت عنه جمهورية إيران بشكل رسمي سنة 2013م وقد تمت صناعة وإنتاج هذا النظام الصاروخي داخل إيران من قِبَل مهندسي وخبراء قسم التصنيع الجوي-الفضائي التابع لوزارة الدفاع وإسناد القوات المسلحة الإيرانية. إن منظومة حرز 9، من الأنظمة المتحركة المعقدة وقادرة على رصد وضرب الأهداف على الارتفاعات المنخفظة تلقائياً. كما يمكنها العمل في جميع الظروف ليلاً ونهاراً، إذ يستغرق تشغيل المنظومة واستخدامها دقائق معدودة كما يمكنها الإتصال بشبكة الدفاع الجوي في البلاد. وقد تم إفتتاح خط الإنتاج المكثف لمنظومة الدفاع الجوي حرز-9 يوم الإثنين 20 مايو/ آيار 2013م. وتُعتبَر جمهورية إيران من بين عدد قليل من دول العالم الرائدة في مجال إنتاج أنظمة الدفاع الجوي. وكان أحدثها منظومة باور 373، والتي هي منظومة دفاع جوي صاروخية متنقلة بعيدة المدى إيرانية الصنع  والتي تضاهي منظومة الدفاع الجوي الروسية أس - 300  وأقوى من منظومة باتريوت الأمريكية، بحسب مسؤولون إيرانيون. وتُعَد أعقد مشروع دفاعي في تأريخ إيران ومن أهم المنظومات الدفاعية التي تمت صناعتها داخل إيران خلال أقل من 10 سنوات. وتَطلق هذه المنظومة الجوية صواريخ صياد الإيرانية الصنع. حيث يبلغ مدى صواريخ (منظومة باور) 300 كيلومتر وقوة تدمير الأهداف حتى ارتفاع 27 كيلومتر، وتستطيع رصد الطائرات المعادية من مسافات بعيدة.حيث لها القدرة على تدمير الصواريخ والطائرات بدون طيار والصواريخ الباليستية والطائرات الحربية أي أنها تدمر عدة أهداف في آنٍ واحد. فهي قادرة على اكتشاف ما يصل إلى 300 هدف، وتعقب 60 هدفاً، والاشتباك مع 6 أهداف بوقت واحد ومواجهتها بستة أسلحة مختلفة

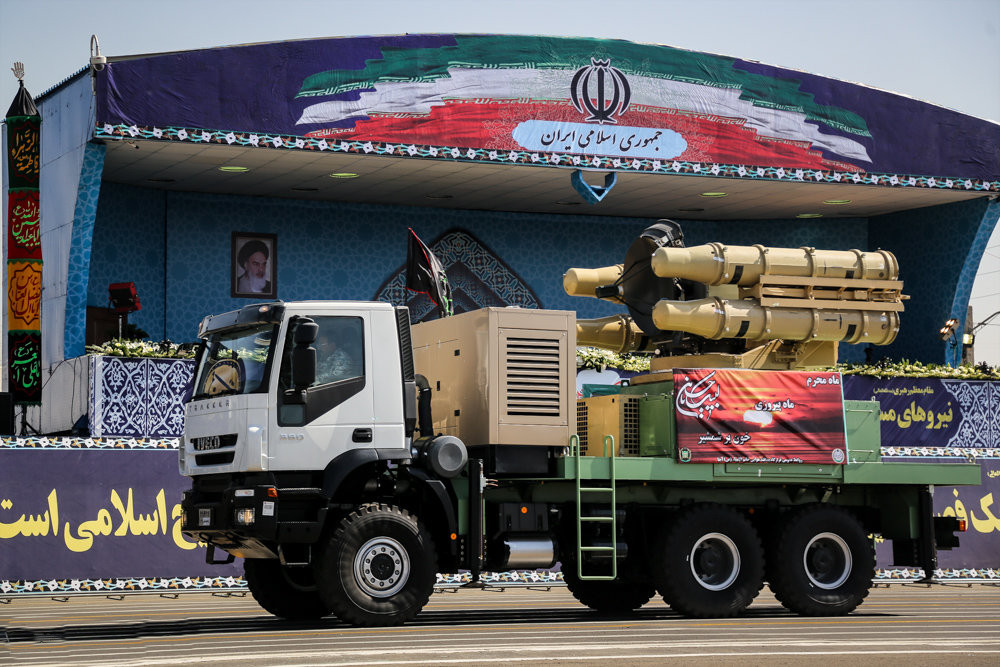
نظام الدفاع الجوي حرز 9، خلال عرض عسكري عام 2017م

## نبذة عن المنظومات الصاروخية للدفاع الجوي في جمهورية إيران
استطاعت الصناعات الدفاعية في الجمهورية الإيرانية خلال السنوات الماضية تحقيق نجاحات لافتة في تصميم وإنتاج مختلف أنواع منظومات الدفاع الجوي. وهذه الإنجازات تشمل عدداً من المنظومات الرادارية، المنظومات الصاروخية، منظومات الكشف، التحكم والتوجيه، وقد استطاع الخبراء الإيرانيون وبقدرات داخلية من تصميم وإنتاج كافة مستلزمات هذه المنظومات التي دخل العديد منها الخدمة العملية ضمن وحدات الدفاع الجوي في القوات المسلحة الإيرانية. وتحظى المنظومات الصاروخية المتنقلة بأهمية فائقة في حماية سماء جمهورية إيران، نظراً للنمط المتسارع لتطور الأسلحة المضادة للإشعاع، إذ شكل هذا الأمر إستراتيجية هامة لدى القوات المسلحة الإيرانية في مجال صناعات الدفاع الجوي، بناءً على توجيهات القائد العام للقوات المسلحة الإيرانية. وتؤدي الأنظمة الدفاعية التي تتشكل من معدات الكشف وتحديد الهوية والأسلحة وقسم التجهيز والإتصالات، دوراً هاماً للغاية في المواجهات العسكرية. لو تمعنا بما يحصل أثناء الحروب والمواجهات، نرى ان الأنظمة الدفاعية كانت ولازالت الأكثر أهمية من حيث العمليات التنفيذية والجانب النفسي في تلك المواجهات. وتشكل أنظمة الدفاع الجوي الأولوية لدى القوات المسلحة في الجمهورية الإيرانية، إذ إنها تُعَد الخط الأمامي في جبهة المواجهات، سيما أن القائد العام للقوات المسلحة الإيرانية سبق وأكد على هذا الأمر قائلاً: «أن مقر الدفاع الجوي الإيراني يشكل الخط الأمامي في الدفاع عن البلاد وأنه بمثابة كرامة البلاد وكيانه». وأحد الإستراتيجيات التي طالما أكد عليها القائد العام للقوات المسلحة الإيرانية في مجال الدفاع الجوي، هو تزويد أنظمة الدفاع الجوي بإمكانية التنقل، ما شكل حافزاً هاماً لدى القوات المسلحة للتوصل إلى إنجازات ملحوظة في تصميم وتطوير الدفاعات الجوية وصنع أنظمة صاروخية متنقلة.

## خصائص نظام الدفاع الجوي حرز 9
يتميز هذا النظام المخصص للدفاع الجوي بعدة خصائص أهمها، هي التحرك الفاعل وقابلیة التنقل والاستخدام في اللیل وكذلك الإتصال مع الشبكة الدفاعیة في جمهورية إيران، وكذلك له القدرة خلال عدة دقائق فقط على ان يكون جاهزاً لمواجهة التهدیدات. حيث يمكنه تحديد واستهداف مروحيات وصواريخ وطائرات مقاتلة معادية على مسافات منخفضة وعلى ارتفاعات منخفضة، وَيستَخدِم أجهزة رصد وبرامج كمبيوتر متطورة، ولا يمكن التشويش عليها. ويتمتع هذا النظام بقابليات شبيهة لمنظومة الدفاع الجوي الإيرانية (يازهراء 31).

## إفتتاح خط الإنتاج
تم افتتاح خط الإنتاج المكثف لمنظومة الدفاع الجوي حرز-9 في العاصمة الإيرانية طهران من قِبَل وزير الدفاع وإسناد القوات المسلحة الإيرانية العميد أحمد وحيدي يوم الإثنين 20 مايو/ آيار 2013م. وذلك بمناسبة الذكرى السنوية لتحرير مدينة خرمشهر عام 1982م إبان الحرب العراقية-الإيرانية.

## ردود أفعال
إيران
وزير الدفاع الإيراني:
قال وزير الدفاع الإيراني أحمد وحيدي خلال مراسم تدشين نظام الدفاع الجوي حرز-9، إن هذه المنظومة الدفاعية الحديثة، قادرة على اكتشاف ورصد الأهداف على إرتفاع منخفض، وإصابتها بشكل آلي وذكي. وأضاف الوزير أن من مواصفات منظومة «حرز 9» أيضاً قابليتها للتنقل والقدرة على إصابة الأهداف ليلاً. وأشار وحيدي إلى ان هذه المنظومة ستشكل عنصراً مهما من الدفاع الجوي الإيراني، علماً بأنها قادرة على التعامل مع مختلف التهديدات خلال دقائق قليلة.
قائد مقر خاتم الأنبياء للدفاع الجوي:
أعلن قائد مقر (خاتم الأنبياء) للدفاع الجوي الإيراني أمير فرزاد إسماعيلي أن المنظومة الجديدة للدفاع الجوي الموسومة بـ«حرز 9» بإمكانها إصابة الكثير من المقاتلات وتدمير أنواع صواريخ كروز القادرة على إصابة الأهداف الحساسة والحيوية. وأشار إسماعيلي إلى منظومة حرز 9 التي أزاحت عنها وزارة الدفاع الستار مؤخراً "هي منظومة صاروخية مخصصة للارتفاعات المنخفضة وتتمتع بقابليات شبيهة لمنظومة "يازهراء 31".
وكالة مهر للأنباء:
قالت وكالة مهر للأنباء، ان وزير الدفاع الإيراني أحمد وحيدي قد حضر مراسم تدشين خط إنتاج منظومة الدفاع الجوي الجديدة (حرز 9). وذكر الوزير الإيراني ان منظومة الدفاع الجوي هذه قد تم تصنيعها بيد الخبراء الصفوة من قسم التصنيع الجوي - الفضائي التابع لوزارة الدفاع الإيرانية، حيث بلغت اليوم مرحلة الإنتاج المكثف.
صحيفة جوان الإيرانية:
كان للملف العسكري الدفاعي الإيراني، حصة في تغطيات الصحف الإيرانية الصادرة بطهران صباح يوم الخميس 23/ 5/ 2013م. ومنها تصريحات وزير الدفاع الإيراني حول مزايا منظومة «حرز 9» الصاروخية، وأبدت صحيفة «جوان» اهتمامها بتناول الملف العسكري الإيراني وقالت في خبر لها نشرته في الصفحة الثانية، إن وزير الدفاع وإسناد القوات المسلحة الإيرانية أكد أن العدو غير قادر على الإخلال بالمنظومة الصاروخية «الحرز-9» للدفاع الجوي. وأفادت الصحيفة أن العميد «أحمد وحيدي» قال في تصريح للصحفيين على هامش مراسم المهرجان الخامس المقام في طهران تحت عنوان «الشاب الجندي»، إن هذه المنظومة الصاروخية قصيرة المدى وتعمل بتوجيه ضبط المسار السلبي. وأكد بأن هذه المنظومة معقدة وقيمة وبإمكانها إصابة جميع الأهداف على مدى 10 كيلومترات وارتفاع 5 كيلومترات. وذكرت الصحيفة أن وزير الدفاع أوضح قائلاً: نظراً لأن هذه المنظومة هي من نوع التوجيه بضبط المسار السلبي فإن العدو غير قادر على الإخلال بها.

## طالع ايضاً
- أس - 300
- سيمرغ (صاروخ)
- نور (صاروخ)
- مهاجر (طائرة بدون طيار)
- غواصة غدير
- حرس الثورة الإسلامية
- زورق ذو الفقار الصاروخي
- عماد (صاروخ باليستي)
- نازعات (عائلة صواريخ)
- صاروخ توسن المضاد للدروع
- سومار (صاروخ جوال)
- قيام 1 (صاروخ باليستي)
- سفير (عائلة صواريخ)
- مدفع عاصفه الرشاش
- قناص شاهر
- معراج (طائرة بدون طيار)
- صاروخ سجيل
- صاروخ شهاب 3
- طربيد والفجر
- صاروخ رضوان الباليستي
- مروحية شاهد 285
- زورق ذو الفقار الصاروخي